# ساو كريستوفاو (مدينة)
ساو كريستوفاو (تلفظ برتغالي: ‎/sɐ̃w kɾisˈtɔvɐ̃w/‏, سانت كريستوفر) هي بلدية برازيلية في شمال شرق ولاية سيرغيبي تأسست على مصب نهر فازا-باريس ‏ في 1 يناير 1590. تعد البلدية هي رابع أقدم مستوطنة في البرازيل. تشتهر ساو كريستوفاو بميدان ساو فرانسيسكو ‏ التاريخي والعديد من مباني الفترة الاستعمارية المبكرة، أصبح المكان موقعًا للتراث العالمي ليونسكو في عام 2010.
تبلغ ساو كريستوفاو 437 كيلومتر مربع (169 ميل2)، مما يجعلها ثالث أكبر مستوطنة في ولاية سيرغيبي بعد أراكاجو ونوسا سنيورا دو سوكورو، ويبلغ عدد سكانها 85,814 (تقـ. 2014) بكثافة سكانية تبلغ 196.43 لكل كم2 (508.8/ميل مربع)، كما تقع بها جامعة سيرجيبي الاتحادية ‏، التي أنشئت في عام 1968.

## التاريخ

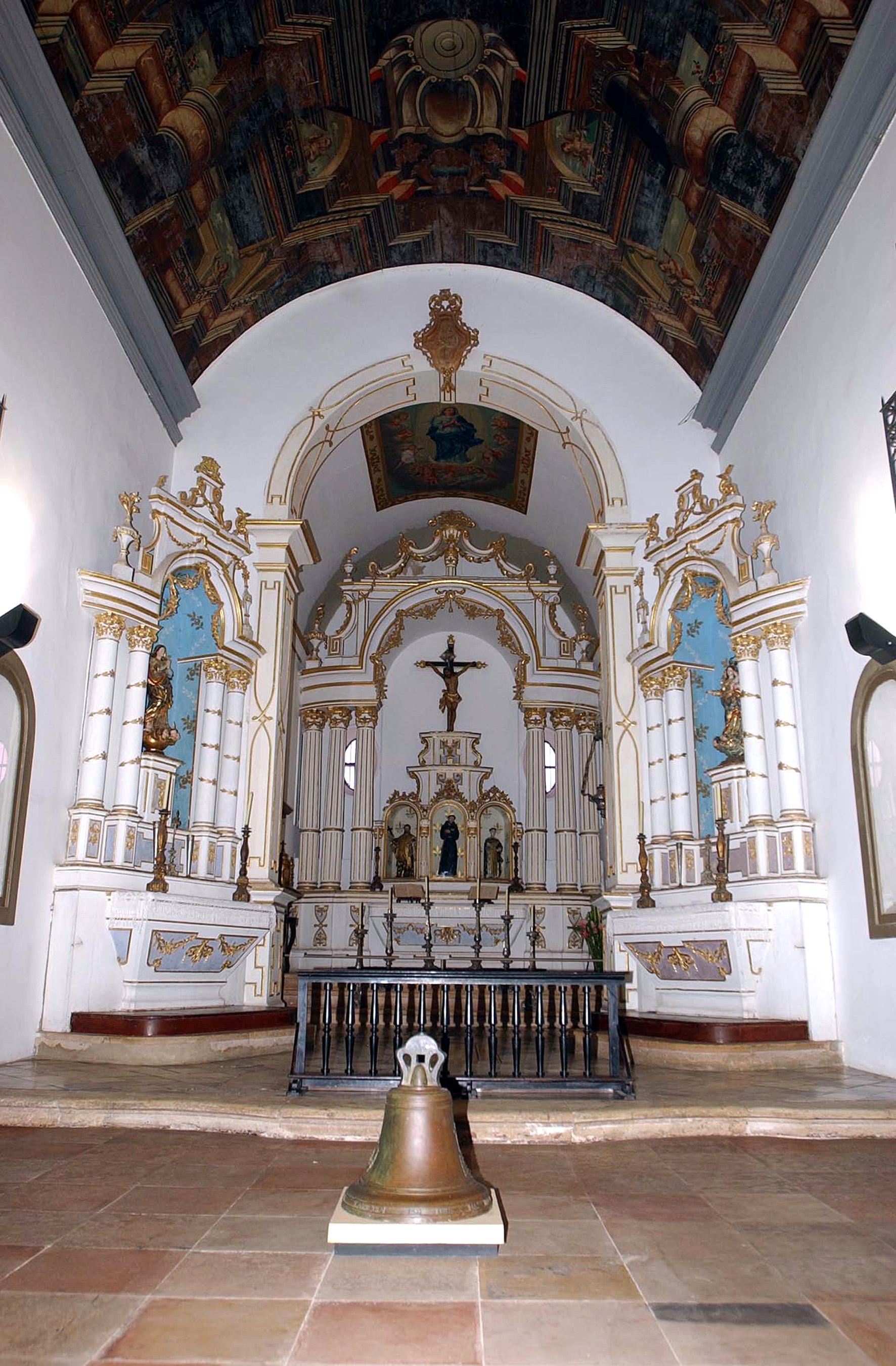
الكنيسة في ساو كريستوفاو

تم تأسيس مدينة ساو كريستوفاو من قبل البرتغاليين (حينما كانت ممالك البرتغال واسبانيا ونابولي تحت حكم فيليب الثاني ملك إسبانيا) باعتبارها واحدة من أولى محاولات الاستعمار في سيرجيبي، مما يجعل رابع أقدم مدينة في البرازيل. في 1590 أرسل البرتغاليون أرسل كريستوفاو دي باروس لإخذاء المنطقة للحكم الاستعماري وإقامة ميناء تجاري آمن بين السلفادور وبيرنامبوكو، فقام دي باروس بهزيمة السكان المحليين بسرعة وعنف، وتذكيرا بانتصاره أسس دي باروس قرية صغيرة وأسماها على اسم شفيعه القديس كريستوفر.
اتبع تطوير البلدة النموذج البرتغالي الحضري في مخططين: أعلى المدينة حيث مقر القوي الدينية والمدنية وفي الأسفل يوجد الميناء والمصانع والسكان منخفضي الدخل، واعتمد اقتصاد ساو كريستوفاو في البداية على تربية قطعان الماشية من أجل اللحوم والحليب والجلود إلا أنه تم تدميرالمستوطنة بالكامل من قبل الهولنديين في 1637. أنشئت مزارع التبغ وقصب السكر في القرن 17، وظلت حتى العصر الحديث. كانت ساو كريستوفاو عاصمة الدولة حتى عام 1855 عندما قام الرئيس إيناسيو جواكيم باربوسا بنقل العاصمة إلى أراكاجو.
في عام 1967، اختيرت المدينة كنصب تذكاري وطني للحفاظ على طرازها المعماري الاستعماري وهي الآن موطن 10 مواقع للتراث الوطني من البرازيل. ومن أهم المباني الدينية بها كنيسة ودير سانتا كروز ‏ (المعروف أيضا باسم كنيسة ودير ساو فرانسيسكو) ، وكنيسة ومستشفى مسيريكورديا (سانتا كاسا دي مسيريكورديا أو مستشفى راهبات الرحمة في القرن 17) وكنيسة الحبل بلا دنس من مريم (1751) ،وكنيسة رعية سيدة النصر (1608) والعديد من الكنائس الهامة من القرن 18، بما في ذلك كنيسة سيدة الوردية للسود ‏ وكنيسة سيدة الحماية ودير ساو بينتو. تقع تسعة من مواقع التراث الوطني في أو بالقرب من وسط المدينة.

## ميدان ساو فرانسيسكو
ميدان ساو فرانسيسكو ‏ (بالإسبانية: Praça São Francisco)‏ هو ميدان مفتوح محاط بمباني الفترة الاستعمارية مثل كنيسة ودير ساو فرانسيسكو وكنيسة ومستشفى مسيريكورديا وقصر المقاطعة وغيرها من المباني من فترات لاحقة، ويعد هذا المجمع مثال محفوظ لعمارة الفرنسيسكان النموذجية في شمال شرق البرازيل. في 1 أغسطس 2010 احتير الموقع الذي يغطي 3 هكتار (7.4 أكر) كموقع من مواقع التراث العالمي من قبل اليونسكو ويدار من قبل المكتب الإقليمي للمعهد الوطني للتراث التاريخي والفني (IPHAN) و الحكومة البلدية.

## الاقتصاد
تعد المدينة ميناء للشحن والصناعات الرئيسية بها طحن وتقطير السكر.